# Lanceur orbital monoétage
 (mai 2020).
Si vous disposez d'ouvrages ou d'articles de référence ou si vous connaissez des sites web de qualité traitant du thème abordé ici, merci de compléter l'article en donnant les références utiles à sa vérifiabilité et en les liant à la section « Notes et références ».

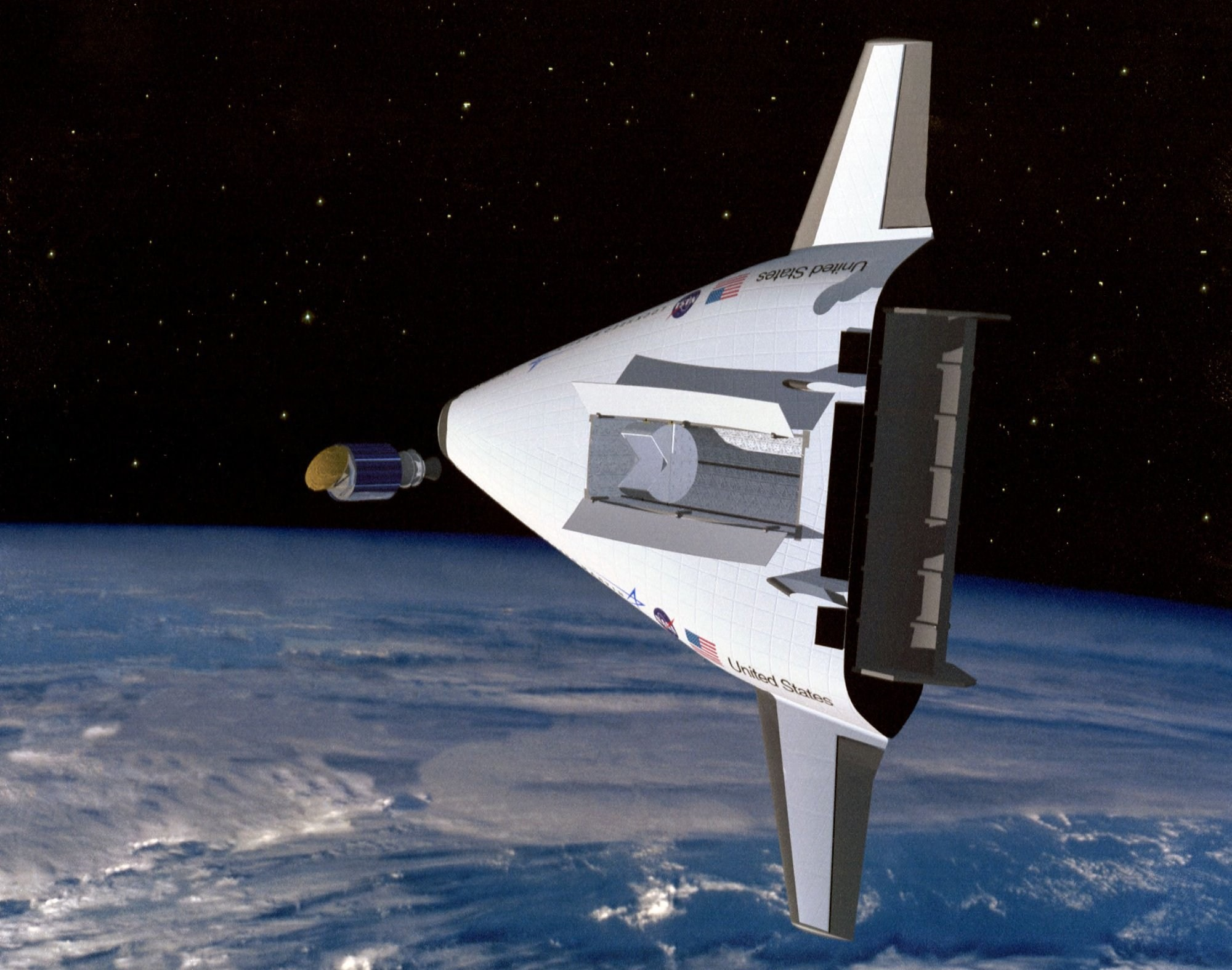
Le VentureStar était une proposition de lanceur spatial SSTO.

Un lanceur orbital monoétage (en anglais : single-stage-to-orbit, ou SSTO) est un véhicule spatial capable d'atteindre l'orbite terrestre et la vitesse de satellisation sans avoir à larguer un ou des étages propulsifs au cours de son ascension. Plusieurs projets de ce type ont été étudiés (HOTOL, Skylon, McDonnell Douglas DC-X, le Lockheed-Martin X-33, le Roton SSTO…), mais aucun n'a jusqu'à présent abouti, car le concept nécessite d'effectuer plusieurs percées technologiques.
Pour pouvoir se placer en orbite autour de la Terre, un engin spatial doit maintenir au plus bas son indice de structure (de 10 à 4 % selon le carburant employé), c'est-à-dire le ratio entre la masse de sa structure cumulée à la charge utile rapporté à la masse totale. Pour parvenir à cet objectif, les lanceurs actuels, fusées classiques ou navettes spatiales, larguent au fur et à mesure de leur ascension une partie de la structure rendue inutile par la consommation du carburant. Un lanceur monoétage conserve tout au long du vol toute sa structure, qui représente donc un poids croissant par rapport à la masse totale. La deuxième difficulté est liée à la nécessité d'optimiser le fonctionnement de la propulsion en fonction de la densité de l'atmosphère environnante : sur un lanceur classique, ce problème est réglé par l'utilisation de moteurs-fusées aux tuyères dimensionnées différemment selon les étages.
Pour parvenir à construire un lanceur monoétage, plusieurs pistes sont explorées, notamment l'allégement de la structure par le recours pour les réservoirs à des matériaux d'une faible densité comme des composites à base de fibres de carbone, l'utilisation de la propulsion aérobie qui permet de ne pas transporter de comburant (oxygène) pour la première phase du vol, l'augmentation de l'impulsion spécifique des moteurs, c'est-à-dire de leurs performances, la mise au point de tuyères à géométrie variable, etc.

## Définition

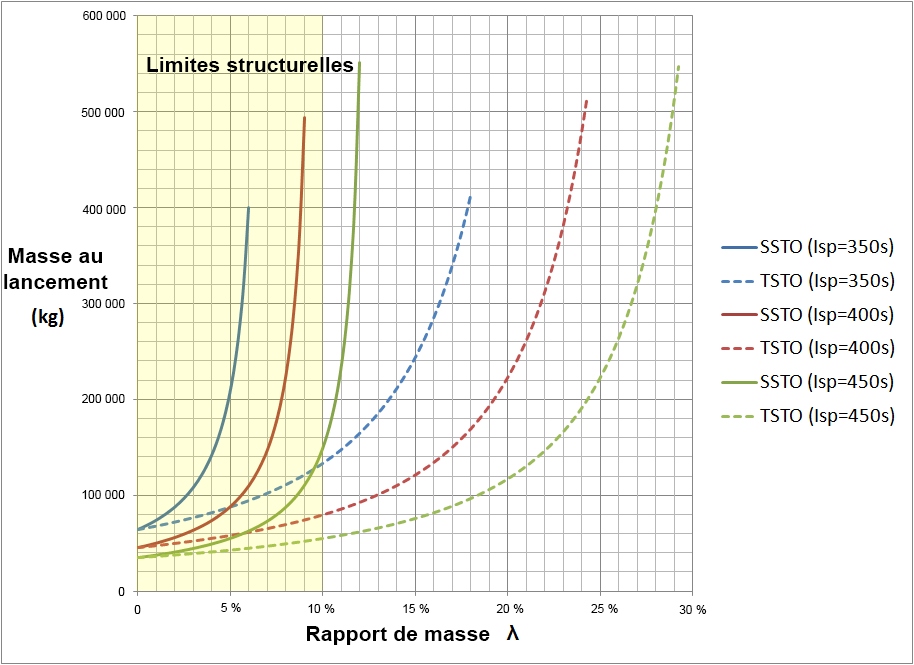
Schéma montrant la valeur du rapport de masse et de la masse au décollage nécessaires pour placer une charge utile de 4,5 tonnes en orbite basse (delta-V de 9,1 km/s) pour un lanceur mono-étage (SSTO représentés par un trait plein) et bi-étages (TSTO représenté par un trait en pointillé) en fonction du rendement de sa propulsion : Impulsion spécifique de 350, 400 et 450 secondes. Pour référence, le couple LOX/LH2 a une impulsion spécifique de 435 secondes et le couple Kérosène/LOX comprise entre 270 à 360 secondes. Les équipements et ergols nécessaires pour un retour sur Terre ne sont pas pris en compte donc ces courbes qui ne s'appliquent donc pas à un lanceur réellement réutilisable.

Il ne faut pas confondre les lanceurs monoétages avec les appareils réutilisables, tel la navette spatiale américaine qui se sépare de ses fusées à propergol solide et de son réservoir auxiliaire, ni avec les avions suborbitaux comme SpaceShipOne, qui sont incapables de rester en orbite.
Cependant, le terme se réfère généralement, mais pas exclusivement, à des véhicules réutilisables. Mais un véhicule réutilisable n'est pas forcément single-stage-to-orbit ; ainsi, le projet Space Bus de Bristol Spaceplane, bien que complètement réutilisable, n'est pas un lanceur monoétage puisqu'il s'agit d'un avion spatial largué depuis un avion porteur.

## Les différents types de lanceur monoétage
Il existe plusieurs concepts de lanceur orbital monoétage : lanceurs à décollage et atterrissage verticaux, à décollage et atterrissage horizontaux, propulsion par un statoréacteur supersonique à entrée d'air supersonique (superstatoréacteur) combiné durant une phase de vol et des moteurs-fusées en fin de vol ou par des moteurs fonctionnant selon les deux modes, comme le projet Skylon. Il existe même des véhicules à propulsion nucléaire comme le projet Orion. 
Pour les lanceurs monoétages, le principal défi est d'obtenir un assez grand rapport de masse pour transporter suffisamment de propergol pour atteindre l'orbite et une charge utile significative. Une possibilité est de donner à la fusée une forte impulsion initiale avec un canon spatial, comme dans le projet Quicklaunch (en).
Pour les lanceurs monoétages aérobies, le principal défi est la complexité du système et les coûts associés de recherche et développement dans le domaine de la science des matériaux et les techniques de construction nécessaires pour la résistance des structures lors des vols à grande vitesse dans l'atmosphère, et d'atteindre un assez grand rapport de masse pour transporter suffisamment de carburant pour être mis sur orbite, en plus d'une charge utile. Les conceptions aérobies volent généralement à des vitesses supersoniques ou hypersoniques, et comprennent généralement un moteur-fusée pour l'accession finale en orbite.
Quel que soit le type de propulsion, un lanceur monoétage, s'il est réutilisable, doit être suffisamment robuste pour survivre à de multiples allers-retours dans l'espace, sans ajouter de poids excessif. En outre, un véhicule réutilisable doit être capable d'effectuer une rentrée sans dommage, et atterrir en toute sécurité.

## Avantages
Les objectifs des lanceurs monoétages entièrement réutilisables sont une réduction des coûts d'exploitation, une sécurité accrue et une meilleure fiabilité que les lanceurs actuels. Le but pour un lanceur monoétage réutilisable serait de pouvoir effectuer des opérations de manière aussi simple et régulière qu'un avion de ligne.
L'équation de Tsiolkovski, appliquée à une fusée dotée de moteurs classiques, montre que la masse à vide du lanceur ne lui permet pas de se placer en orbite si le rapport carburant / masse structurelle (appelé rapport de masse) n'est pas très élevé : il doit être compris entre 10 et 25 selon le type de carburant (c'est-à-dire dans ce dernier cas que la masse à vide doit représenter 1/25e de la masse totale).
Il est extrêmement difficile de concevoir une structure qui soit à la fois robuste, très légère, et économique à construire. Le problème semblait, dans les débuts de l'astronautique, insurmontable, et les concepteurs de fusées ont opté immédiatement pour des lanceurs à plusieurs étages. Plusieurs solutions ont été envisagées pour résoudre le problème de la masse des structures comme l'utilisation de réservoirs en matériaux composites dans le projet X-33/VentureStar (cependant, la mise au point de tels réservoirs se révéla si délicate qu'elle fut en partie responsable de l'abandon du projet).
Les fusées à plusieurs étages sont capables d'atteindre la vitesse orbitale parce qu'elles larguent les étages au cours de leur ascension, au fur et à mesure de l'épuisement du carburant. Une fusée mono-étage est par contre désavantagée parce qu'elle doit transporter toute sa masse à vide en orbite, ce qui réduit sa capacité d'emport de charge utile. Au contraire, les fusées à plusieurs étages non récupérables entrainent un coûteux gâchis. La réutilisation des étages pourrait permettre une exploitation beaucoup moins coûteuse car les coûts des pièces seraient amortis sur de nombreux vols.
Mais la récupération d'une fusée est difficile même lorsque seul le premier étage est recyclé, et le coût de développement d'un dispositif de récupération est important. Le premier étage est largué à une vitesse très élevée qui peut atteindre 3,65 km/s : après la séparation, le premier étage évolue à haute altitude et son point de chute est éloigné du point de départ et nécessite un dispositif de récupération coûteux. La chute généralement en mer, même freinée par les parachutes, entraine des dommages ainsi que l'eau salée. Pour les étages supérieurs, ceux-ci doivent effectuer une rentrée atmosphérique à des vitesses atteignant Mach 10.
La récupération a cependant été tentée par la navette spatiale et par la société privée SpaceX. La navette, bien que partiellement réutilisable a montré ses limites (remise en état des accélérateurs à poudre après chaque vol et séjour dans l'eau, entretien régulier des trois moteurs principaux...) et finalement, le réservoir externe, le seul élément « jetable » s'est révélé bien plus coûteux qu'initialement prévu, surtout après l'accident de la navette spatiale Columbia en 2003. Dans le cas des lanceurs privés Falcon 1 et Falcon 9 développés par SpaceX, la réutilisation du premier étage a été réussie à plus de 200 reprises, sur une barge en mer ou au sol, malgré des débuts hasardeux.
Ces problèmes avec l'approche à plusieurs étages ont conduit à la conception lanceur monoétage. Si un lanceur monoétage était combiné avec des systèmes fiables et nécessitant moins d'entretien, de conception d'une nature plus automatisé, il pourrait réduire considérablement les coûts opérationnels de lancement en orbite.

## Inconvénients
Par rapport à un lanceur classique, un lanceur monoétage pour parvenir à une masse à vide faible, doit avoir recours à des matériaux et des procédés de construction beaucoup plus coûteux. 
Un lanceur monoétage, pour atteindre les performances exigées, doit être d'une grande sophistication, en particulier au niveau de sa motorisation, ce qui se traduit par un risque élevé de défaillance. On retombe sur le problème rencontré par la navette spatiale américaine : coût d'entretien, durée d'immobilisation, risque de défaillance important.
Le rapport de masse très faible laisse moins de marge qu'un lanceur classique face aux aléas de la conception : un très faible excédent de masse suffit à annuler la capacité du lanceur à placer en orbite une charge utile.
Pour être récupérable (cf raisonnement sur les lanceurs classiques récupérables), le lanceur monoétage doit atterrir sur une zone apte à l'accueillir, telle une piste. Un tel lanceur peut, selon les choix de conception, atterrir horizontalement sur une longue piste, et donc doit être doté d'un empennage et d'un train d'atterrissage qui augmentent sa masse et rendent l'atteinte du ratio encore plus difficile, ou bien atterrir verticalement, après avoir annulé toute sa vitesse horizontale (environ 28 000 km/h). Ce mode d'atterrissage nécessite, outre un système de guidage comme un empennage ou des panneaux cellulaires, une rétropropulsion. Cependant, il permet de se passer de train d'atterrissage si un système de récupération en vol est présent sur le site. Cette dernière technique est celle choisie par SpaceX pour récupérer son lanceur bi-étages Starship.

## Problème des ergols
L'hydrogène liquide peut sembler être le carburant le plus évident pour un lanceur monoétage. En effet, lorsqu'il est brûlé avec de l'oxygène liquide, l'hydrogène donne la plus haute impulsion spécifique (Isp) de tous les combustibles fréquemment utilisés : environ 450 secondes, comparé aux 350 secondes du mélange kérosène/oxygène.
Les avantages de l'hydrogène sont les suivants :
- L'hydrogène a une impulsion spécifique plus élevée de 50 % (environ 450 secondes) par rapport aux carburants les plus denses.
- L'hydrogène est un très bon liquide de refroidissement pour les pièces du moteur-fusée.

Cependant, l'hydrogène présente aussi ces inconvénients :
- Une très faible densité (environ 1/7 de la densité du kérosène), ce qui nécessite l'utilisation d'un grand réservoir et pénalise la masse du lanceur,
- Une température de liquéfaction extrêmement basse, qui impose un stockage à très basse température et donc requiert une isolation dont la masse pénalise le lanceur,
- Un point d'inflammation lui aussi très bas,
- Sa flamme bleu pâle est quasi invisible le jour, ce qui peut constituer un risque,
- Le point de liquéfaction de l'oxygène étant plus élevé, des problèmes de condensation d'oxygène liquide peuvent apparaître, ce qui provoque une instabilité de flamme,
- Son fort coefficient de dilatation peut créer des pressions d'expansion de gaz élevées, même pour un faible apport de chaleur.

Ces inconvénients peuvent être pris en charge mais à un coût supplémentaire.
Alors que la masse à vide des réservoirs de kérosène peut représenter seulement 1 % de la masse totale, les réservoirs d'hydrogène ont une masse égale à 10 % de la masse totale. Le surcroit de masse découle de la faible densité qui nécessite des réservoirs de taille importante et de l'isolation supplémentaire nécessaire (un problème qui ne se produit pas avec du kérosène et de nombreux autres combustibles). La basse densité de l'hydrogène affecte la conception du reste du véhicule. Le résultat final est que le rapport poussée/poids des moteurs alimentés à l'hydrogène est de 30-50 % de moins que les moteurs comparables en utilisant des carburants plus denses.
Ces caractéristiques des deux carburants font qu'il y a finalement peu de différence entre la performance obtenue en utilisant de l'hydrogène et des carburants plus denses, alors que par ailleurs un lanceur utilisant hydrogène est un peu plus coûteux à développer[réf. nécessaire]. Des études détaillées ont conclu que certains combustibles plus denses comme le propane liquide permettent d'obtenir des performances supérieures de 10 % à l'hydrogène pour une même masse à vide.

## Un moteur adapté à toutes les altitudes
Certains concepts de lanceur monoétage utilisent le même moteur durant tout le vol, ce qui crée un problème de performance avec la tuyère traditionnelle en forme de cloche traditionnellement utilisée. En fonction de la pression atmosphérique, des formes différentes de tuyère sont optimales. Les moteurs fonctionnant dans la basse atmosphère ont des tuyères plus courtes que ceux conçus pour travailler dans le vide. Une tuyère non optimisée pour toutes les altitudes rend le moteur moins efficace.
Le moteur Aerospike est un type de moteur qui est efficace dans une large gamme de pressions ambiantes (donc à toutes les altitudes). C'est ce moteur doté d'une tuyère linéaire qui a été utilisé pour la conception du X-33/VentureStar. D'autres solutions ont recours à des moteurs multiples ou à des tuyères extensibles qui présentent l'inconvénient d'être complexes.
Pourtant, à très haute altitude, les tuyères très grandes ont tendance à l'expansion des gaz d'échappement à des pressions proches du vide. En conséquence, ces tuyères sont contre-productives en raison de leur excès de poids. Certains lanceurs monoétages utilisent simplement des moteurs à très haute pression qui permettent des rapports élevés utilisés lorsque le lanceur est proche du niveau du sol. Cela donne de bonnes performances, en annulant le recours à des solutions plus complexes.

## Lanceur monoétage aérobie

Le projet d'avion spatial Skylon aurait des moteurs aérobies.

Certains modèles de lanceur monoétage utilisent des moteurs à réaction qui recueillent l'oxygène de l'atmosphère pour réduire le poids au décollage du véhicule.
Certains des problèmes avec cette approche sont :
- aucun moteur aérobie capable de fonctionner à la vitesse orbitale dans l'atmosphère n'est connu (par exemple des superstatoréacteurs alimentés à l'hydrogène semblent avoir une vitesse maximale d'environ Mach 17)[3]. Cela signifie que des fusées doivent être utilisées pour l'insertion finale en orbite ;
- la poussée requiert que la masse orbitale soit aussi faible que possible pour réduire le poids du propergol ;
- les réservoirs d'oxydant sont très légers quand ils sont vides, environ 1 % de leur contenu, de sorte que la réduction du poids orbital par des véhicules aérobie est faible, alors que les moteurs aérobies ont un faible rapport poussée/poids qui tend à augmenter la masse orbitale ;
- des vitesses très élevées dans l'atmosphère nécessitent des systèmes de protection thermique très lourds, ce qui rend encore plus difficile l'atteinte de l'orbite ;
- bien qu'à basse vitesse, les moteurs aérobies soient très efficaces, l'efficacité (Isp) et les niveaux de poussée des réacteurs aérobies se réduisent considérablement à grande vitesse (au-dessus de Mach 5 à 10 selon le moteur) et commencent à s'approcher des moteurs de fusée ou pire.

Ainsi, avec l'exemple du X-43, les budgets de masse ne semblent pas près du lancement orbital.
Des problèmes similaires se produisent avec des véhicules mono-étages avec des moteurs à réaction classiques pour l'orbite — le poids des moteurs à réaction n'est pas compensé par la réduction de carburant suffisante.
Cependant, d'autres modèles d'aérobie tels que l'avion spatial Skylon (et ATREX) qui passent en mode fusée plutôt à basse vitesse (Mach 5,5) semblent donner, du moins sur papier, une amélioration de la fraction de masse de propergol (en) orbitale par rapport aux fusées pures (même les fusées à plusieurs étages) suffisamment pour tenir la possibilité de réutilisation complète avec la meilleure fraction de charge utile.
Il est important de noter que la fraction de masse est un concept important dans la conception d'une fusée. Cependant, la fraction de masse peut ne très faiblement entrer en compte avec les coûts d'une fusée, les coûts de carburant étant très faibles par rapport aux coûts du programme de génie dans son ensemble.

## Assistance au lancement
De nombreux véhicules sont de justesse suborbitaux, alors pratiquement tout ce qui donne une augmentation relativement faible de delta-v peut être utile, et l'assistance extérieure d'un véhicule est donc souhaitable. Des assistances au lancement projetées comprennent :
- catapulte (Maglev, rail, etc.) ;
- avion remorqueur ;
- ravitaillement en vol ;
- Boucle de lancement/fontaine spatiale ;

et des ressources en orbite, comme :
- attaches hypersoniques ;
- remorqueurs.

## Propulsions alternatives

### Propulsion nucléaire
En raison de problèmes de poids tels que le blindage, de nombreux systèmes à propulsion nucléaire sont incapables de soulever leur propre poids, et donc ne sont pas adaptés pour le lancement en orbite. Cependant, certains modèles tels que le projet Orion et quelques concepts de fusée nucléaires thermiques ont un rapport poussée/poids supérieur à 1, ce qui leur permet de décoller. De toute évidence l'une des principales questions de la propulsion nucléaire serait la sécurité, tant au cours d'un lancement pour les passagers, mais aussi dans le cas d'un échec lors du lancement. Aucun programme actuel ne tente de propulsion nucléaire depuis la surface de la Terre.

### Propulsion par rayons
Parce qu'ils peuvent être plus énergiques que l'énergie potentielle qu'un combustible chimique permet, certains concepts de fusée alimentée par laser ou micro-ondes ont le potentiel de lancer des véhicules en orbite, en une seule étape. Dans la pratique, ce domaine est relativement peu développé.

## Comparaison avec la Navette spatiale américaine
Le coût élevé des lancements de la navette spatiale américaine a suscité dans les années 1980 l'intérêt à concevoir un véhicule successeur moins cher. Plusieurs études officielles de conception ont été faites, mais la plupart sont essentiellement des versions plus petites de la notion existante de navette.
La plupart des études d'analyse de coût de la Navette Spatiale ont montré que la main-d'œuvre constitue de loin la plus grande dépense. Il était prévu que les opérations de maintenance entre deux vols seraient proches de celles d'un avion de ligne, avec un délai de deux semaines entre deux missions. Cependant, les hauts planificateurs de la NASA n'envisageaient pas de plus de 10 à 12 vols par an pour toute la flotte de navettes. Le nombre maximum de vols par an pour l'ensemble de la flotte a été limité par la capacité de fabrication des réservoirs externes à 24 par an.
De même, la seule protection thermique légère appropriée connue a été délicate, composée de tuiles fragiles. Ces décisions de conception et d'autres ont donné un véhicule qui nécessite un entretien important après chaque mission. 
Les moteurs sont enlevés et inspectés, et avant le nouveau "bloc II" moteurs principaux, les turbopompes étaient enlevées, démontées et reconstruites. Alors que la navette spatiale Atlantis a été rénovée et relancé en 53 jours entre les missions STS-51-J et STS-61-B, généralement un mois est nécessaire pour préparer un orbiteur pour une nouvelle mission.

## Lanceurs monoétages

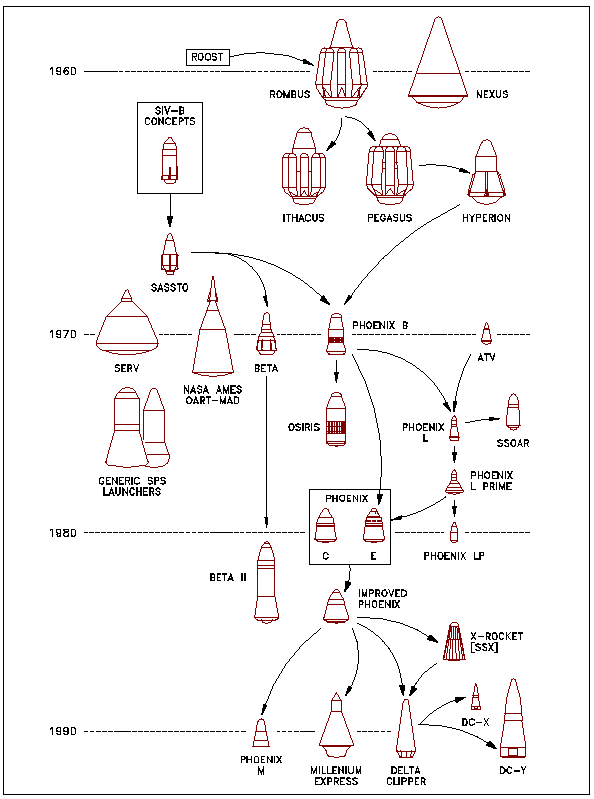
Les différents concepts et prototypes avec leur filiation développés aux États-Unis durant les décennies 1960 à 1990.

Le premier étage du LGM-25C Titan II avait le rapport de masse requis pour des capacités de lanceur monoétage avec une très petite charge utile. Un étage de fusée n'est pas un lanceur complet, mais cela démontre qu'un lanceur monoétage durable est probablement réalisable avec la technologie de 1962.
Une étude détaillée sur les lanceurs monoétages a été préparé par Space Division de Chrysler Corporation en 1970-1971 en vertu du contrat NAS8-26341 de la NASA. Leur proposition, Chrysler SERV, est un énorme véhicule de plus de 50 000 kg de charge utile, utilisant des moteurs à réaction pour l'atterrissage (vertical). Bien que les problèmes techniques semblaient être résolus, l'USAF a exigé une conception ailée (pour une capacité de déport latéral) qui a conduit à la Navette que nous connaissons aujourd'hui.
Le démonstrateur de technologie DC-X sans pilote, à l'origine développé par McDonnell Douglas pour le programme d'Initiative de défense stratégique (IDS), a été une tentative de construire un véhicule qui pourrait conduire à un lanceur monoétage. Le véhicule d'essai a été exploité et entretenu par un équipage minuscule de trois personnes basée d'une remorque, et l'appareil a été relancé une fois moins de 24 heures après l'atterrissage. Bien que le programme de test n'a pas été sans encombre (y compris une explosion mineure), le DC-X a démontré que les aspects d'entretien du concept étaient sains. Ce projet a été annulé quand l'appareil s'est écrasé au quatrième vol après le transfert de la gestion de l'Initiative de Défense Stratégique à la NASA.
L'Aquarius (en) a été conçu pour apporter du fret en vrac en orbite à un coût aussi bas que possible.
Les projets actuels de lanceurs monoétages privés sont le projet japonais Kankoh-maru (en) et le Skylon britannique.
Lorsque la gravité est moins importante que sur Terre, l'exercice est moins difficile. Sur la Lune, la mise en orbite, qui nécessite d'atteindre une vitesse orbitale de 1,68 km/s contre 7,8 km/s et où l'atmosphère ne vient pas freiner l'ascension, le module Lunaire d'Apollo, tout comme plusieurs sonde spatiales soviétiques ont pu se placer en orbite sans avoir à larguer d'étage.